# ミス・モノクローム
ミス・モノクロームは、声優の堀江由衣がキャラクター原案を手がけ、自身が声優を務めるオリジナルキャラクター。単3電池1本で動くアンドロイドという設定である。決め台詞は「モットマエニデタイ！」。
2012年3月から開催されたライブツアー『堀江由衣をめぐる冒険III〜Secret Mission Tour〜』にて悪役という設定で3Dキャラクターとして初登場。その後、テレビアニメなどのメディアミックス展開が行われている。
2015年には、ルミカ公式サポーターに就任した。
2016年9月7日に発売されたBlu-ray＆DVD「ミス・モノクローム MUSIC CLIPS」の特典映像の撮影地を一般応募で募集し、その撮影場所として山形県尾花沢市の銀山温泉など10箇所を選定。
以来、銀山温泉の方で活動しているキャラクターと化し、2018年には『ガーリッシュナンバー』とともに
「訪れてみたい日本のアニメ聖地88」で銀山温泉が作品の舞台として選ばれた。
以降、ミス・モノクロームをラッピングしたトラックやPRポスター、同地の全国すいか割選手権大会開催時には着ぐるみが参加するなどしている。

## ディスコグラフィ

### シングル
|            | 発売日        | タイトル         | 規格品番                                       | 規格品番  | オリコン 最高位 |
| 初回限定盤 | 発売日        | タイトル         | 通常盤                                         |           | オリコン 最高位 |
| ---------- | ------------- | ---------------- | ---------------------------------------------- | --------- | --------------- |
| 1st        | 2014年1月29日 | ポーカーフェイス |                                                | KICM-3273 | 16位            |
| 2nd        | 2014年9月24日 | 私だけの物語     | KICM-93281（Music CLIP付） KICM-93282（OVA付） | KICM-3281 | 18位            |
| 3rd        | 2015年12月9日 | キミとボク       | KICM-93306                                     | KICM-3306 | 47位            |
| 4th        | 2015年12月9日 | White Xmas       | KICM-93307                                     | KICM-3307 | 48位            |
| 5th        | 2016年1月13日 | Candy Parade     | KICM-93308                                     | KICM-3308 | 34位            |
| 6th        | 2016年1月13日 | チルハナ         | KICM-93309                                     | KICM-3309 | 36位            |
| 7th        | 2016年2月10日 | カラフル         | KICM-93310                                     | KICM-3310 | 42位            |
| 8th        | 2016年2月10日 | 立体的共鳴論     | KICM-93311                                     | KICM-3311 | 44位            |
| 9th        | 2016年3月9日  | Here We Go!      | KICM-93312                                     | KICM-3312 | 42位            |
| 10th       | 2016年3月9日  | PERFECT PARTY!   | KICM-93313                                     | KICM-3313 | 41位            |

### アルバム
|     | 発売日        | タイトル        | 規格品番                            | オリコン最高位 |
| --- | ------------- | --------------- | ----------------------------------- | -------------- |
| 1st | 2015年10月7日 | Black or White? | KICS-3292                           | 15位           |
| 2nd | 2017年9月27日 | ボディーガード  | KICS-3512（白盤） KICS-3513（黒盤） | 31位           |

### 映像作品
|         | 発売日       | タイトル                       | 規格品番 | 規格品番  |
| Blu-ray | 発売日       | タイトル                       | DVD      |           |
| ------- | ------------ | ------------------------------ | -------- | --------- |
| 1st     | 2016年9月7日 | ミス・モノクローム MUSIC CLIPS | KIXA-659 | KIBA-2277 |

### タイアップ
| 楽曲               | タイアップ | 時期   |
| ------------------ | --- | ------ |
| ポーカーフェイス   | テレビアニメ『ミス・モノクローム -The Animation-』主題歌                                                          | 2013年 |
| Never Ending Story | 「2014全国ミスご当地マリンちゃんキャンペーン」応援歌                                                              | 2014年 |
| Black or White?    | テレビアニメ『ミス・モノクローム -The Animation- 2』・ 『ミス・モノクローム -The Animation- 3』オープニングテーマ | 2015年 |
| Step by Step!      | テレビアニメ『ミス・モノクローム -The Animation- 2』・ 『ミス・モノクローム -The Animation- 3』エンディングテーマ | 2015年 |

## 出演

### ライブ
- 堀江由衣をめぐる冒険III 〜Secret Mission Tour〜
- 堀江由衣ベストライブ 〜由衣と時間泥棒〜
- 堀江由衣をめぐる冒険IV 〜パイレーツ・オブ・ユイ3013〜
- 2014全国ミスご当地マリンちゃんキャンペーンスペシャルライブ - 2011年11月3日
- 清竜人ハーレム♡フェスタ2015 vol.3 - 2015年2月19日
- 堀江由衣をめぐる冒険V 〜狙われた学園祭〜 RED DAY/BLUE DAY
- ときめきミュージックルーム SPECIAL SUIT LIVE - 2015年9月26日
- ミス・モノクローム1st Mini LIVE 〜鳩山で学園祭〜&トークショー - 2015年11月1日
- ミス・モノクロームクリスマスライブ 〜Black or White Xmas〜 2015年12月24日 初の単独ライブ。
- Bilibili Macro Link 2016 - 2016年7月23日・上海
- アイキャラ Fes vol.1 - 2016年9月13日
- ミス・モノクロームMUSIC CLIPS購入者対象公演supported by U-NEXT - 2016年11月6日/配信 2016年12月1日 単独ライブ第2弾
- ミス・モノクローム謎解き公演「宇宙からの来訪者」 - 2017年1月20-22日/再演 2017年8月4・5日
- 黒ネコ集会Vol.17 〜Seventeens Summer Festival 2017〜 - 2017年7月23日
- ミス・モノクローム3rd LIVE〜ボディーガードしちゃうぞ♡〜　supported by SHOWMAKER - 2018年3月21日
- KING SUPER LIVE 2018 東京公演 - 2018年9月24日

### ラジオ
堀江由衣の天使のたまご
「ミス・モノクロームの白黒つけておしまい！」に出演。

### テレビ
- Club AT-X すずまお荘（AT-X 2015年7月4日 - 2015年12月26日） - ナレーション[9]
- 「アイキャラ」2016年1月13日

### 動画配信
- ミス・モノクローム×ぶらっくすわんBlack or White？踊ってみた
- ミス・モノクローム×紗々ポーカーフェイス踊ってみた

## テレビアニメ
2013年10月から12月にかけて、『ミス・モノクローム -The Animation-』の題名でテレビ東京にて5分枠の短編アニメとして放送された。ニコニコチャンネルなどでも放送終了後にネット配信。
2014年6月17日にニコニコ生放送『ワシスタ〜意外とおもしろい番組〜』でOVAを放送。放送終了後YouTube公式チャンネルで期間限定配信。
2015年3月に第2期の制作が発表され、同年7月よりウルトラスーパーアニメタイム（USAT）内で『ミス・モノクローム -The Animation- 2』の題名でTOKYO MX・BS11にて、1話約8分の短編アニメとして放送、続いて、同年10月より同枠にて第3期『ミス・モノクローム -The Animation- 3』が放送された。

### ストーリー
アンドロイド（ガイノイド）であるミス・モノクロームは、無機質で大きな城に住んでいた。
そんなある日、テレビに映るKIKUKOの姿を見て「もっと前に出たい」という思いから、KIKUKOのようなアイドルを目指そうと努力を始めた。
しかしスケジュールは真っ白、世話人のマナもミス・モノクロームの全財産を持って失踪してしまう。
城を追われ、路頭に迷ったミス・モノクロームはひょんなことからマネオと出会い、アルバイトを始めることにした。
ミス・モノクロームは、トップアイドルになるために、今日も周囲を振り回しながら活動する。
設定や台詞には過去のヒット曲や映画のほか、他のアニメなどのネタも随所に見ることができる。また各登場人物が過去のエピソードに言及されそうになると、「そのお話はまた別の機会に」というナレーションで締められることが多いが、これらについて伏線が回収されている事は今のところ無い。
作中にはよく「4696」という数字が用いられているが、これは「シロクロ」に由来している。

### 登場人物
ミス・モノクローム
声 - 堀江由衣
本作の主人公で、単3電池1本で動くアンドロイド。普段は白黒チェックのスカートにへそ出しルック、白いライトアーマーのようなものをつけている。青い瞳、白髪でツインテールのそれぞれの房を手の平大の小さなアーマーで覆っている。朴訥な口調が特徴で基本的に無表情だが、わずかに微笑んだり頬を赤らめたり、ドヤ顔や驚いたりもする。2期以降はトボケ顔も加わった。
アイドルに憧れている。しかし世間知らずかつ前に出たがりな性格のため、気合が空回りした結果突飛な行動に出てしまい、テレビの仕事が入っても出演シーンを丸々カットされてしまう事例が多い。
KIKUKOに似た少女と出会っていた記憶を夢の中で何度も見ているようだが、詳しいことはほとんど覚えていない。ただ「アイドルになって有名になれば再会出来るかもしれない」と思っている。
元々は数億年前に作中の現在と同じ文明が築かれていた頃に作られたアンドロイドで、当時はKIKUKOと人気を二分するほどのスーパーアイドルだった。しかし、地球に現れた宇宙人の「地球人狩り」により地球はほぼ滅ぼされてしまい、生き残ったモノクロームは（当時の）KIKUKOと死ぬ間際に交わした約束を守るためにスリープモードに入ったが、地球に人類が誕生し、また同じ文明を築くまでのあまりに長すぎる時間の中で劣化してしまったため、当時のことはほぼ覚えていない。
その後年月が過ぎ、電池も消耗し姿が消えていたところ、通りすがりの村人によって電池ボックス（後述）に単3電池が入れられたことで姿が再現して神扱いされ、捧げ物を受け取る中で結果的に約193億円もの資産を所有することとなったが、第1話で使用人のマナによって全て騙し取られた。住んでいた城も差押えられたため、現在はマネオが用意した4畳半1間の古アパートで暮らし、就寝時はルーちゃんを枕にして新聞紙をかけて眠る。
順応性が高いせいか、第1話ではコンビニのバイトの気のない挨拶を早々とコピーしていた。
朝の挨拶は「おはクローム」だが、朝のみならず昼夜問わず使用されるため業界挨拶になぞらえていると思われる。
2期以降はトボケ目で笑えない冗談を言うようになり、マネオからキャラづくり疑惑を持たれている。なお前向き思考のあまり、人間の想像の斜め上の行動を取ることも多いが、これもアンドロイドならではの論理的思考によるものであって、決して彼女がポンコツキャラなのではない。
エネルギー源である単3電池が体内に埋め込まれている描写はなく、なぜか近くにあるトラテープが貼られた配電ボックスのような電池ボックスの中に自ら、または他の人がセットする。まだアイドル駆け出しの頃にはマンガン電池を常用しており、時には拾い食いならぬ「拾い電池」で大変な目に遭うなど苦労していたが、アイドル活動の収入があった際にはアルカリ電池を奮発するようになり、活動が安定して以降はアルカリ電池を毎朝交換している。マネージャーや芸能関係者から高級な「EVOLUTA（エボリュータ）電池」を贈られることもあるが、高級な電池には慣れておらずこれを使用すると暴走して物などを破壊してしまう。
作中のアルカリ電池の名称やパッケージ意匠はパナソニック製品に類似しており、上述のEVOLUTAもそのひとつ。なお電池が消耗したり衝撃で脱落するとミス・モノクロームの姿が消え、その跡に星屑のような光の点がきらめく表現が用いられるが、再び電池をセットすると元通りになる。
大好物はうなぎパイ、口癖は「モットマエニデタイ！」であるが、2期以降では「モットマエニデル！」に変化している。
ミスター・モノクローム
声 - 櫻井孝宏
バッテリーの単3電池を逆に入れた結果変化した、ミス・モノクロームのもう一つの姿。短髪・チェック柄のパンツスタイルの若者で、女性の時とは正反対の後ろに下がりたがりな引っ込み思案な性格になる。一部の女性ファンの間で「守ってあげたい系」として人気が出るも、電池が正常に入れ直された結果二度と出現しなくなり、それを惜しんだ女性ファンらによって彼の銅像が建立された。この回ではミス・モノクロームおよびナレーションが「電池はくれぐれも正しく入れましょう」とたびたび注意喚起している。
マネオ
声 - 藤原啓治
メガネで八の字眉の冴えないコンビニマネージャー。路頭に迷っていたミス・モノクロームにぶつかったせいで、モノクロームの芸能マネージャーを務める羽目になった。
コンビニのマネージャーであるが、芸能関係に知り合いが多く、ミス・モノクロームが「やりたい」とぶつけてくる仕事のオーディションをよく貰ってくる。
KIKUKO
声 - 井上喜久子
テレビ番組で大人気の「永遠の17歳」のスーパーアイドル。へそ出しルックの衣装を着ている。ミス・モノクロームは彼女のライブ映像を見たことで、アイドル活動をする決意をした。
数億年前、前の人類が宇宙人により滅ぼされる以前にも容姿も声も同じKIKUKOというアイドルが存在し、ミス・モノクロームと人気を二分してライバルと認めていた。彼女は宇宙人の攻撃により死ぬ間際、ミス・モノクロームに「滝の下でいつか再会できる」と告げてこの世を去った。1期12話で現代の世界において初めて2人が対面した際、ミス・モノクロームに「どこかでお会いしました？ たしか…」と問いかけている。同回では前の世界で言い残した「滝の下で」の言葉の謎解きが提示された。
マナ
声 - 神田朱未
橋の下に捨てられていたのをミス・モノクロームに拾われた少女。ミス・モノクロームの世話人で、可愛いがちゃっかりしている。
アイドルとしての仕事を求めていたミス・モノクロームに「マネージャーになり、仕事をとってくる」と言って、彼女のほぼ全財産（193億円）を預って、そのまま忽然と姿を消してしまった。
後にKIKUKOのマネージャーになっていたことが判明する。ミス・モノクロームの193億円についてはミス・モノクロームに返済を求められそうになると言葉攻めでうやむやにし、更にミス・モノクロームのプロモーターになる代わりに「合わせて200億円だからキリがよい」との理由で追加の7億円をせしめようとしていた。これは未遂に終わったが、その後も返済のことを切り出されるも「過去にとらわれては駄目、もっと前を見ないと」と巧みに切り返し完全に忘却させた。だが一連の仕打ちにも関わらず、その後もモノクロームはマナの提案に対して素直に従い感謝の言葉を口にする。現代の世界でモノクロームとKIKUKOを引き合わせたのはマナである。
ルーちゃん
声 - 神谷浩史
ミス・モノクロームと共に暮らす、内蔵バッテリー電池で動くロボット。姿形と機能はロボット掃除機に酷似している。掃除中に電池切れを起こし、動かなくなった際、吸い取り口に紙が詰まっていたためにミス・モノクロームに「死んで（壊れて）しまった」と勘違いされ、そのまま土に埋められてしまう。しかし、その後はなぜか元通りに戻っており、以降もミス・モノクロームと行動を共にするようになる。モノクロームを乗せて走行したり、コンサートの際には自ら音響や照明をコントロールしているほか、自らDJ卓のディスクにもなる。またミス・モノクロームの振付けのダンスもプログラムするなど多くの能力を有している。話すときは軽いノリの口調で語尾に「ルー」が付く。1期では登場人物と会話しているシーンは無い。
紺野やよい
声 - 阿澄佳奈
ヘイミンレコードの社員。緑のスーツを着ている。愛称はやよいたん。ストレス発散のため車で峠攻めをしていたところを、プロモーターを探しになぜか峠にやって来たミス・モノクロームらと出会う。普段はおとなしく、また物を運んでいる時にズッコケるのがお約束なくらいドジっ子だが、ハンドルを握ると性格が豹変し博多弁になる。ミス・モノクロームのプロモーターを引き受けるが、彼女が冗談まじりで要求した無理難題を短時間で完遂する超人でもある。ミス・モノクロームがエラーを起こした際には、モノクロームの体内空間に入ってルーちゃんを巧みに操縦、バグと戦い撃退に成功したが…。
あきこ
声 - 諏訪彩花
コンビニの同僚。趣味がギター。ミス・モノクロームのツアーのギター担当に決定した。しかし彼女と同様に前に出たがる性格なため、ライブで自分より目立つことを危惧したミス・モノクロームによりギターソロの案を却下されるも、偶然演奏を聴いたアメリカ人プロデューサーにスカウトされ、渡米して世界デビューした。しかしミス・モノクロームのファースト・ライブがやよいたんのグッズ誤発注により資金面で危機に瀕している事を知り、世話になったマネオのために米国で稼いだ資金をひっさげて帰国するなど義理人情に厚い。この時だけはミス・モノクロームよりも前に出てギターを弾くことを許可された。あきこがコンビニのバイトをするきっかけは、どぶの中で震えているところをマネオに助けられたことであることが明らかとなる。
キャラメル
第2期より登場のアイドルグループ。ミス・モノクロームのツアーのダンサー担当に決定した。当初は先輩風を吹かすミス・モノクロームからマネキン演技の特訓を受けていたが、直伝の奥技「マネキン・チェンジ」の連続技を極めるうちに普通にダンスとして完成してしまったことから、結果的にバックダンサーとなった。第3期ではなぜか後述する異世界のアイドルコンテストに登場している。
ゆい
声 - 堀江由衣
キャラメルのメンバー。衣装が青色。
あけみ
声 - 神田朱未
キャラメルのメンバー。衣装が赤色。メンバー中彼女だけが黒髪に近く、名古屋弁を話す。
かな
声 - 阿澄佳奈
キャラメルのメンバー。衣装が黄色。
あつこ
声 - atsuko (Angela)
キャラメルのメンバー。衣装が緑色。岡山弁を話す。
女の子
声 - 小松未可子
各シーズンのいずれも第13話に登場。クリスマスの夜、ミス・モノクローム初のCDリリース記念路上ライブを観ていたたった１人の客で、ツインテールの髪型でいつも母親らしい女性に連れられている少女。ミス・モノクロームのライブを心待ちにしている。第3期第13回でそれを叶え、コンサート終了後の打上げに向かうモノクロームに声をかけ、次回ライブ敢行への固い約束を交わす。
サンタクロース
声 - 相馬康一
第1期第13話で、帰宅途中のミス・モノクロームへクリスマスプレゼントとしてCDシングルのリリースをもたらした。いつでも彼女の努力を見届けており、第3期第5話でもフィンランドまで彼を訪ねてきたミス・モノクロームの曲作りの相談に乗っている。豪快な笑い方が特徴。
電池くん
声 - 中村悠一
第2期第8話に登場した電池ボックスのショートから発生したイケメン電池。ミス・モノクロームと意気投合し異世界へ冒険の旅に連れ出したが途中でアクシデントに見舞われ、消耗して姿が薄くなりつつあるミス・モノクロームのために自らの残り少ない電流を与え続け、彼女へ1つの願いを伝えて絶命した。
DJカラフル
声 - 森久保祥太郎
第3期第1話で、富士山頂での瞑想からライブにDJを起用することを思いついたミス・モノクロームが、帰路のガソリンスタンドで店員がやよいの車に給油している時に、彼の手の動きにインスピレーションを得てその場でスカウトし、ミス・モノクロームのツアーのDJ担当に決定した。
宇宙人
声 - 村田太志
第3話で、「数億年ぶりに地球にやってきた」「地球人狩りだぜ」「ヒャッハー！」といって地球にやってきた凶暴な宇宙人。しかし、この時慣れない高級な「EVOLUTA」電池で暴走していたミス・モノクロームが数億年前に見覚えがあるUFOに気付き、ルーちゃんと合体し撃墜する。
第9話で、実は数億年前に現在と同じような文明を築いていた人類を「人間狩り」と称して滅ぼし、地球をほぼ壊滅させていたことが発覚する。
そばっしー、そば美
声 - 逢坂良太（そばっしー）、増田俊樹（そば美）
第3期第2話登場。ふなっしー似のゆるキャラ。山田くんと7人の魔女に出てくるキャラで、声優も同作品と同じである。
ダンボロイド
第3期第4話登場。クリーニング中のミス・モノクローム着ぐるみに代わり、急遽モノキャラグランプリ用にやよいたんが製作した強い既視感があるダンボール製の着ぐるみ。わざわざ「私はアンドロイド、この子はダンボロイド」と紹介している。同回のエンディングでは協力として「よつばと!」の作者あずまきよひこがクレジットされている。
滝下プロデューサー
声 - 山下格　
ミス・モノクロームへ仕事を持ち帰るためにマネオがいつも頼っている大物プロデューサーで、黄色いトレーナーを首に巻く恰幅のよい男性。当初からドタバタを繰り返すミス・モノクロームにはあきれ返り、ゆえにマネオは彼に対して頭が上がらないながらも、次々に彼女に新しい仕事を紹介するなど気にかけている様子。前の世界でKIKUKOと思われる人物がミス・モノクロームの腕の中で絶命する間際、次の世界で滝下が２人を引き合わせることを示唆する言葉を言い残した。
横山プロデューサー
声 - 内山夕実
第3期第5話登場。サイバーエージェントのプロデューサー。ゲーム「ガールフレンド（♪）」（注：ガールフレンドカッコオンプ）用として持込まれたミス・モノクロームの楽曲を気に入り採用した。
真暮朗
声 - 細谷佳正
第3期第6話登場。マグロのカマをかぶって川で流れているところを岡山に来ていたミス・モノクロームと出会う。常に走っていないと死んでしまう体質のため、常に前に進みたい者同士ということで2人は気が合った。モノクロームに一緒に漁に出ないかと誘うも、アンドロイドには塩分が大敵なので丁重に辞退される。
キャトラ
声- 堀江由衣
第3期第8話登場。異世界から来た喋る白い猫。『白猫プロジェクト』からゲスト出演。
北海雄、北海道子
声- 松岡禎丞（海雄）、白石真梨（道子）
第3期12話に登場。ミス・モノクローム着ぐるみが道子を救ったことで、着ぐるみが飛ぶように売れた。
ナレーター
声 - 藤原啓治
物語の語り部。ミス・モノクロームの心情の解説や、時にはツッコミも入れる。

### スタッフ
- 監督 - 岩崎良明
- 脚本・シリーズ構成 - ふでやすかずゆき
- キャラクター原案 - 堀江由衣
- キャラクターデザイン - 森本由布希
- キャラクターデザイン協力 - 中村直人
- プロップデザイン - 大河広行（第2期）、西脇拓己
- 美術デザイン - 泉寛
- CGディレクター - 宮原洋平（第1期）、西野弘泰（第2期）
- 撮影監督 - 矢辺洋章
- 美術監督 - 徳田俊之
- 色彩設計 - 北川順子
- 編集 - 廣瀬清志
- 音響監督 - 明田川仁
- 音楽 - 大川茂伸
- 音楽制作 - スターチャイルドレコード
- プロデューサー - 林玄規、松浦裕暁（第1期）、里見哲朗（第1期はアニメーションP）、柴宏和（アニメーションP）
- アニメーション制作 - ライデンフィルム、サンジゲン
- 製作 - ミス・モノクローム製作委員会（第1期）、ミス・モノクローム -The Animation- 2製作委員会（第2期）、ミス・モノクローム -The Animation-製作委員会（第3期）

### 主題歌
第1期
主題歌「ポーカーフェイス」
作詞・作曲・編曲 - 近藤圭一 / 歌 - ミス・モノクローム（堀江由衣）
挿入歌「Endless Seventeen」
作詞 - 只野菜摘 / 作曲 - バグベア / 編曲 - 川島弘光 / 歌 - KIKUKO（井上喜久子）
第2期でも使用。

第2期・第3期
オープニングテーマ「Black or White?」（第2期全話、第3期第1話 - 第9話）
作詞・作曲・編曲 - 清竜人 / 歌 - ミス・モノクローム（堀江由衣）
エンディングテーマ「Step by Step!」（第2期全話、第3期第1話 - 第8話）
作詞 - 川田瑠夏 / 作曲・編曲 - 宮崎誠 / 歌 - ミス・モノクローム（堀江由衣）
第3期でも使用され、タイトル文字の一部も2から3に書き換えられている。
オープニングテーマ「ミス・モノクローム体操」（第3期第10話 - 第13話）
作詞 - 久下真音 / 作曲 - 井上トモノリ / 編曲 - 村カワ基成 / 歌 - ミス・モノクローム（堀江由衣）
エンディングテーマ「キミとボク」（第3期第9話 - 第13話）
作詞・作曲・編曲 - 山崎寛子 / 歌 - ミス・モノクローム（堀江由衣）

第3期でのOPとEDの変更回が異なっていることは珍しく、その経緯については第9話で語られている。
第2期・第3期のオープンニングの一部はそれぞれ、堀江由衣の楽曲のPVやライブがモチーフとなっている。
第2期・第3期挿入歌
「M-WAVE」（第2期第2、6、7話）
作詞 - moyu / 作曲 - KEYTARO / 編曲 - Coral echo / 歌 - ミス・モノクローム（堀江由衣）
「私だけの物語」（第2期第3、4話）
作詞・作曲・編曲 - dezzy / 歌 - ミス・モノクローム（堀江由衣）
「進行形17」（第2期第9、10話、第3期第10話）
作詞 - 只野菜摘 / 作曲・川島弘光 / 歌 - KIKUKO（井上喜久子）
「Black or White?」（第2期第11話）
作詞・作曲・編曲 - 清竜人 / 歌 - ミス・モノクローム（堀江由衣）
「White Xmas」（第3期第5、13話）
作詞 - 堀江由衣 / 作曲・編曲 - 仲西匡 / 歌 - ミス・モノクローム（堀江由衣）

### 各話リスト
第1期第9話は第1期第1話の前日談となっている。
| 話数           | サブタイトル | 絵コンテ | 演出       | 作画監督   | 総作画監督 | 放送日時       |
| 第1期          | 第1期        | 第1期    | 第1期      | 第1期      | 第1期      | 第1期          |
| -------------- | ------------ | -------- | ---------- | ---------- | ---------- | -------------- |
| #01            | FALL         | 岩崎良明 | 岩崎良明   | 森本由布希 | -          | 2013年 10月1日 |
| #02            | HEAVEN       | 岩崎良明 | 岩崎良明   | 西脇拓己   | -          | 10月8日        |
| #03            | VENGEANCE    | 大嶋博之 | 大嶋博之   | 寺尾憲治   | -          | 10月15日       |
| #04            | METAMORPHOSE | 臼井文明 | 臼井文明   | 佐野聡彦   | -          | 10月22日       |
| #05            | HALLOWEEN    | 臼井文明 | 臼井文明   | 石川恵理   | -          | 10月29日       |
| #06            | JOB          | 大嶋博之 | 大嶋博之   | 小西史歩   | -          | 11月5日        |
| #07            | PROPS        | 井端義秀 | 井端義秀   | 今田茜     | -          | 11月12日       |
| #08            | WINNER       | 山下英美 | 山下英美   | 西脇拓己   | -          | 11月19日       |
| #09            | RIVAL        | 大嶋博之 | 大嶋博之   | 寺尾憲治   | -          | 11月26日       |
| #10            | FIGHTER      | 臼井文明 | 臼井文明   | 岩田景子   | -          | 12月3日        |
| #11            | AUDITION     | 大嶋博之 | 大嶋博之   | 石川恵理   | -          | 12月10日       |
| #12            | IDOL         | 岩崎良明 | 岩崎良明   | 小西史歩   | -          | 12月17日       |
| #13            | MONOCHROME   | 岩崎良明 | 岩崎良明   | 森本由布希 | -          | 12月24日       |
| OVA サッカー篇 | SUPPORTER    | 岩崎良明 | 大石康之   | 西脇拓己   | 森本由布希 | -              |
| OVA            | MANAGER      | 岩崎良明 | 大石康之   | 林志保     | 森本由布希 | -              |
| 第2期          |              |          |            |            |            |                |
| #01            | REIGNITION   | 岩崎良明 | 岩崎良明   | 森本由布希 | -          | 2015年 7月3日  |
| #02            | PROMOTER     | 岩崎良明 | 岩崎良明   | 林志保     | 森本由布希 | 7月10日        |
| #03            | GUITARIST    | 岩崎良明 | 岩崎良明   | 森本由布希 | -          | 7月17日        |
| #04            | GOODS        | 岩崎良明 | 岩崎良明   | 森本由布希 | -          | 7月24日        |
| #05            | SCOUT        | 岩崎良明 | 岩崎良明   | 西田美弥子 | 森本由布希 | 7月31日        |
| #06            | SHOWDOWN     | 岩崎良明 | 山田雅之   | 西脇拓己   | 森本由布希 | 8月7日         |
| #07            | AGAIN        | 岩崎良明 | 伊東優一   | 佐川遥     | 森本由布希 | 8月14日        |
| #08            | REQUIEM      | 岩崎良明 | 岩崎良明   | 荒木裕     | 森本由布希 | 8月21日        |
| #09            | PUBLICITY    | 岩崎良明 | 伊東優一   | 佐川遥     | 森本由布希 | 8月28日        |
| #10            | SEVENTEEN    | 岩崎良明 | 渡邊哲哉   | 森本由布希 | 森本由布希 | 9月4日         |
| #11            | INNERSPACE   | 岩崎良明 | 宅野誠起   | 中山みゆき | 森本由布希 | 9月11日        |
| #12            | CRISIS4696   | 岩崎良明 | 山田雅之   | 西脇拓己   | 森本由布希 | 9月18日        |
| #13            | MONOCHROME2  | 岩崎良明 | 宅野誠起   | 寺尾憲治   | 森本由布希 | 9月25日        |
| 第3期          |              |          |            |            |            |                |
| #01            | DISKJOCKEY   | 山下英美 | 山下英美   | 西田美弥子 | 森本由布希 | 10月2日        |
| #02            | EXERCISE     | 臼井文明 | 臼井文明   | 松岡謙治   | 森本由布希 | 10月9日        |
| #03            | MISTER       | 臼井文明 | 臼井文明   | 江上夏樹   | 森本由布希 | 10月16日       |
| #04            | APPEAL       | 井出安軌 | 石郷岡範和 | 増田俊介   | 森本由布希 | 10月23日       |
| #05            | GIRLFRIEND   | 江崎慎平 | 江崎慎平   | 五反孝幸   | 森本由布希 | 10月30日       |
| #06            | FISHERMAN    | 山田雅之 | 山田雅之   | 西脇拓己   | 森本由布希 | 11月6日        |
| #07            | DISGUISE     | 茉田哲明 | 茉田哲明   | 矢吹智美   | 森本由布希 | 11月13日       |
| #08            | PROJECT      | 山下英美 | 山下英美   | 田中彩     | 森本由布希 | 11月20日       |
| #09            | UNITY        | 太田里香 | 伊東優一   | 佐川遥     | 森本由布希 | 11月27日       |
| #10            | RADIO        | 伊東優一 | 伊東優一   | 佐川遥     | 森本由布希 | 12月4日        |
| #11            | A            | 井端義秀 | 井端義秀   | 増田俊介   | 森本由布希 | 12月11日       |
| #12            | DISTRESS     | 山田雅之 | 山田雅之   | 八角彩香   | 森本由布希 | 12月18日       |
| #13            | MONOCHROME3  | 岩崎良明 | 岩崎良明   | 西田美弥子 | 森本由布希 | 12月25日       |

### 放送局
| 放送地域   | 放送局             | 放送期間                  | 放送時間                     | 放送系列         | 備考                                                                   |
| 第1期      | 第1期              | 第1期                     | 第1期                        | 第1期            | 第1期                                                                  |
| ---------- | ------------------ | ------------------------- | ---------------------------- | ---------------- | ---------------------------------------------------------------------- |
| 関東広域圏 | テレビ東京         | 2013年10月1日 - 12月24日  | 水曜 1:35 - 1:40（火曜深夜） | テレビ東京系列   | 製作委員会参加                                                         |
| 日本全域   | ニコニコチャンネル | 2013年10月1日 - 12月24日  | 水曜 1:40（火曜深夜） 更新   | ネット配信       | 放送終了後に無料配信                                                   |
| 日本全域   | バンダイチャンネル | 2013年10月3日 - 12月26日  | 木曜 12:00 更新              | ネット配信       | 見放題サービス利用者は全話見放題                                       |
| 日本全域   | AT-X               | 2013年10月8日 - 12月31日  | 火曜 21:25 - 21:30           | アニメ専門CS放送 | リピート放送あり                                                       |
| 日本全域   | dアニメストア      | 2013年10月23日 - 12月25日 | 毎月最終水曜 12:00 更新      | ネット配信       | 見放題サービス利用者は全話見放題 月1回4〜5話更新                       |
| 第2期      |                    |                           |                              |                  |                                                                        |
| 日本全域   | AT-X               | 2015年7月3日 - 9月25日    | 金曜 22:30 - 22:40           | アニメ専門CS放送 | リピート放送あり                                                       |
| 東京都     | TOKYO MX           | 2015年7月3日 - 9月25日    | 金曜 23:00 - 23:09           | 独立局           | 『ULTRA SUPER ANIME TIME』内（1st SEASON 1枠目）                       |
| 日本全域   | BS11               | 2015年7月6日 - 9月28日    | 月曜 1:00 - 1:09（日曜深夜） | BS放送           | 『ANIME+』枠 / 『ULTRA SUPER ANIME TIME』内（1st SEASON 1枠目）        |
| 日本全域   | ニコニコチャンネル | 2015年7月7日 - 9月29日    | 火曜 12:00 更新              | ネット配信       | 第1話無料、第2話以降1週間無料                                          |
| 日本全域   | ニコニコ生放送     | 2015年7月11日 - 10月3日   | 土曜 22:30 - 22:38           | ネット配信       | 『ULTRA SUPER ANIME TIME』内（1st SEASON 1枠目）                       |
| 日本全域   | バンダイチャンネル | 2015年7月14日 - 9月29日   | 火曜 12:00 更新              | ネット配信       | 第1話無料、第2話以降有料 第1話・第2話同時配信開始 有料会員は全話見放題 |
| 日本全域   | GYAO!              | 2015年7月28日 - 9月29日   | 火曜 12:00 更新              | ネット配信       | 第1話無料、第2話以降1週間無料 第1話 - 第4話同時配信開始                |
| 第3期      |                    |                           |                              |                  |                                                                        |
| 日本全域   | AT-X               | 2015年10月2日 - 12月25日  | 金曜 22:30 - 22:40           | アニメ専門CS放送 | リピート放送あり                                                       |
| 東京都     | TOKYO MX           | 2015年10月2日 - 12月25日  | 金曜 23:00 - 23:30           | 独立局           | 『ULTRA SUPER ANIME TIME』内（2nd SEASON 2枠目）                       |
| 日本全域   | BS11               | 2015年10月5日 - 12月28日  | 月曜 1:00 - 1:30（日曜深夜） | BS放送           | 『ANIME+』枠 / 『ULTRA SUPER ANIME TIME』内（2nd SEASON 2枠目）        |
| 日本全域   | ニコニコチャンネル | 2015年10月5日 - 12月28日  | 月曜 1:30 更新               | ネット配信       | 第1話無料、第2話以降1週間無料                                          |
| 日本全域   | バンダイチャンネル | 2015年10月5日 - 12月28日  | 月曜 12:00 更新              | ネット配信       | 第1話無料、第2話以降有料 有料会員は全話見放題                          |
| 日本全域   | バンダイチャンネル | 2015年10月9日 -           | 金曜 22:00 - 22:30           | ネット配信       | 無料ライブ配信 『ULTRA SUPER ANIME TIME』内（2nd SEASON 2枠目）        |
| 日本全域   | ニコニコ生放送     | 2015年10月9日 -           | 金曜 22:30 - 23:00           | ネット配信       | 『ULTRA SUPER ANIME TIME』内（2nd SEASON 2枠目）                       |

### BD / DVD
2014年3月26日に第1期の第1話から第7話までを収録した白版（BD：KIZX-143/4、DVD：KIZB-155/6）と第8話から第13話までを収録した黒版（BD：KIZX-145/6、DVD：KIZB-157/8）が同時発売された。
2016年3月9日に第2期・第3期を収録したBD（KIXA－594）が発売。
| テレビ東京 火曜25:35枠                     | テレビ東京 火曜25:35枠               | テレビ東京 火曜25:35枠          |
| 前番組                                     | 番組名                               | 次番組                          |
| ------------------------------------------ | ------------------------------------ | ------------------------------- |
| 戦勇。 （第2期）                           | ミス・モノクローム -The Animation-   | うーさーのその日暮らし 覚醒編   |
| TOKYO MX・BS11 ULTRA SUPER ANIME TIME第1部 |                                      |                                 |
| （枠設置前）                               | ミス・モノクローム -The Animation- 2 | ハッカドール THE あにめ〜しょん |
| TOKYO MX・BS11 ULTRA SUPER ANIME TIME第2部 |                                      |                                 |
| うーさーのその日暮らし 夢幻編              | ミス・モノクローム -The Animation- 3 | 石膏ボーイズ                    |

## 漫画
ミス・モノクロームさん
星海社ウェブサイト『最前線』で2014年1月29日より配信（全27話）。作画はリヨ。
書き下ろしエピソードを収録した単行本（ISBN 978-4-06-369519-9）が2014年11月10日に発売された。
漫画版登場人物
アマネ
臨時休業したコンビニの店頭でCDを売っていたミス・モノクロームの前を偶然通りすがったOL。その時は給料日前で購入できず逃げ出すが、ミス・モノクロームに家を突き止められ、名前が似ているからという理由でマネオの代役のマネージャーを引き受ける。会社とマネージャーを兼業しつつ、よくミス・モノクロームの騒動に一緒に巻き込まれる。
イロミ
第11話に登場。自称、霊感妖精魔法少女のイロモノ地下アイドル。ミス・モノクロームは前座として呼ばれ、イロミよりも高い歌唱力を見せ付けたが、それでもファンはイロミを選んだ。

ミス・モノクローム -Motto Challenge-
good!アフタヌーン40号（2014年2月7日発売）から47号（2014年9月5日発売）まで連載。作画は十野七。脚本はふでやすかずゆき。
2014年11月21日に単行本（ISBN 978-4-06-358750-0）が発売された。

## 出版物
月刊ミス・モノクローム
写真集。2014年11月25日発売。ASIN B00Q4OMPN6。

## ゲーム
ミス・モノクローム Go!Go!スーパーアイドル
スマートフォンゲーム。2016年4月6日配信開始。2017年10月31日サービス終了。
ミス・モノクロームVRビューアー
VR映像。2016年9月7日発売。

## コラボレーション
ガールフレンド（仮） / ガールフレンド（♪）
登場ヒロインの一人として出演。テレビアニメ版にも出演。
なお、うーさーのその日暮らし 夢幻編第5話のエンドカードのモノクローム達の服装はガールフレンド（仮）のキャラクターデザイナー「QP:flapper」が担当している。
第3期第5話は（♪）に関連したエピソードになっている。
ゴールデンタイム
第1・11話・最終話にカメオ出演。
うーさーのその日暮らし
本作アニメ本編（第1期第4・8話、OVA、第2期第5・8・11話）にうーさーが登場。
また、うーさーのその日暮らし 覚醒編第1話及び夢幻編第5話にゲスト出演（並びに夢幻編第5話ではQP:flapper作エンドカードでも共演）。
ただし本作ではうーさーが全体的にぞんざいな扱いを受けていることが多い。
狩りとも
ボイス付きユニットが期間限定で配信された。
少年ハリウッド -HOLLY STAGE FOR 49-
第10話にライブ出演し『私だけの物語』を歌唱する。
新次元ゲイム ネプテューヌVII
見聞者として出演。
ハッカドール THE あにめ〜しょん
第11話にカメオ出演。なお逆に本作ミス・モノクローム -The Animation- 3の第13話にハッカドール1号がカメオ出演している。
白猫プロジェクト
投票イベントで選抜されたことにより、ガチャで手に入るキャラとして登場した。
Event cafe スイッチ
2016年9月7日-9月23日まで「謎解きカフェミス・モノクローム」開催。
SHOWMAKER
Steam向けゲームツール。初回パッケージに起用。